# Calabozo
Calabozo è una città del Venezuela situata nello Stato di Guárico e in particolare nel comune di Francisco de Miranda. 
Ospita la Cattedrale di Tutti i Santi, sede episcopale dell'arcidiocesi di Calabozo.